# Jan Jarota
Jan Jarota (* 9. Dezember 1953 in Łomża, Polen) ist ein polnischer Politiker der Liga Polskich Rodzin (LPR). Er gehörte dem Sejm von 2005 bis 2007 in dessen 5. Wahlperiode an.

## Leben und Beruf
Jarota absolvierte zunächst ein veterinärmedizinisches Studium an der landwirtschaftlich-technischen Akademie in Olsztyn, das er 1978 abschloss. Anschließend arbeitete er als Tierarzt. 1996 erwarb er zudem einen Masterabschluss in Theologie an der Katholischen Theologischen Akademie in Warschau.
Jarota ist verheiratet.

## Politik
Nach der politischen Wende in Polen schloss Jarota sich der wiedergegründeten Stronnictwo Narodowe (SN) an. Er wurde 1990 deren örtlicher Vorsitzender in Łomża. Bei der Parlamentswahl 1991 kandidierte er erfolglos für die SN zum Sejm. Von 1994 bis 1998 war er für die SN Mitglied des Stadtrates von Łomża. Bei der Parlamentswahl 1997 kandidierte er auf der Liste des Wahlbündnisses Blok dla Polski, an dem sich die SN beteiligt hatte. Dieser scheiterte aber mit nur 1,4 Prozent der Stimmen an der Sperrklausel. Nach der Auflösung der Stronnictwo Narodowe schloss er sich der Liga Polskich Rodzin (LPR) an, für die er bei den Selbstverwaltungswahlen 2002 erneut in den Stadtrat gewählt wurde, dessen Präsident er bis zu seiner Wahl in den Sejm war. Ebenfalls 2002 kandidierte er erfolglos für das Amt des Stadtpräsidenten von Łomża. Bei der Europawahl 2014 bewarb er sich für die LPR vergeblich um ein Mandat im Europaparlament.
Bei der Parlamentswahl 2005 errang er ein Abgeordnetenmandat der LPR im Sejm. Er wurde mit 3.763 Stimmen aus dem Wahlkreis 24 Białystok gewählt. Bei der Parlamentswahl 2007 bewarb er sich erfolglos um eine Wiederwahl. Im Folgejahr verließ er die Liga Polskich Rodzin, die bei der Wahl nahezu ihre gesamte Wählerschaft eingebüßt hatte, und schloss sich der Naprzód Polsko an, die sich aber bereits 2010 wieder auflöste. Anschließend kandidierte er bei den Selbstverwaltungswahlen 2010 auf der rechtsgerichteten Liste „Wspólnota Samorządowa“ für den Stadtrat von Łomża, wurde aber zunächst nicht gewählt. 2012 rückte er jedoch in den Gemeinderat nach. 2013 schloss er sich der Liga Narodowa und wurde deren stellvertretender Vorsitzender in der Woiwodschaft Podlachien. Aber bereits 2014 trat er zur Polska Razem von Jarosław Gowin über, für die er bei den Selbstverwaltungswahlen 2014 ohne Erfolg für den Stadtrat von Łomża antrat. Bei den Selbstverwaltungswahlen 2018 kandidierte er für die lokale Liste „Przyjazna Łomża“ ebenfalls erfolglos zum Stadtrat.